# Aanzet (taal)
Aanzet (Eng. onset ‘begin’) is in de fonologie de benaming voor het optionele eerste deel van een lettergreep, dat altijd uit een of meer medeklinkers bestaat. Wanneer er sprake is van meer dan één medeklinker die samen de aanzet vormen (een medeklinkercluster), wordt deze reeks medeklinkers gekenmerkt door een oplopende sonoriteit.
De aanzet van een lettergreep wordt onderscheiden van het rijm, en is voor de eigenlijke lettergreeplengte (ofwel het aantal mora's) niet van belang. Een lettergreep hoeft niet noodzakelijkerwijs zowel een aanzet als een coda te hebben, maar heeft wel altijd het rijm en meestal ook een aanzet óf een coda.
De algemene structuur van een lettergreep kan als volgt worden weergegeven:
lettergreep = aanzet+rijm
1. aanzet = C1(C2), rijm = V1(V2)(C3)(C4), lettergreep = C1(C2)V1(V2)(C3)(C4)
2. aanzet = Ø (nulfoneem), rijm = V1(V2)(C3)(C4), lettergreep = V1(V2)(C3)(C4)

Wanneer een aanzet helemaal ontbreekt, wordt dit in veel schriftsystemen - zoals het abjad, abugida en het Latijnse alfabet) - weergegeven door middel van speciale tekens. In het Koreaanse alfabet wordt een zogeheten ‘nulaanzet’ weergegeven met behulp van een ㅇ linksboven het grafeem, zoals in 역 (yeok) ‘trein-, metrostation’. De tweeklank yeo [jʌ̹] is de nucleus, k is de coda.
Het aantal medeklinkers dat per aanzet wordt toegestaan verschilt sterk per taal en taalfamilie. Zo wordt in sommige talen niet meer dan één medeklinker per aanzet toegestaan, terwijl andere taalgroepen zoals de Slavische juist heel lange medeklinkerclusters in de aanzet (niet in de coda) toestaan.